# 缅甸工人党
缅甸工人党，1958年前称缅甸工农党，是缅甸历史上的一个共产主义政党，成立于1950年12月8日，由缅甸社会党左派建立。1962年12月，该党和人民同志党合并为联合工人党。1964年3月，该党和其他许多政党一样，被联邦革命委员会取缔。

## 历史
缅甸工农党的创始人是社会党的42名领导干部，他们谴责巴瑞和觉尼的领导。这些人包括德钦吉貌、德钦伦、德钦拉奎和吴巴宁。此前社会党内部就工会代表大会是否隶属于世界工会联合会等问题展开了争论。在德钦伦的领导下，缅甸工会代表大会已转向公开的共产主义路线。在1950年的国际劳动节集会上，缅甸工会代表大会示威者举着卡尔·马克思、弗里德里希·恩格斯、弗拉基米尔·列宁、约瑟夫·斯大林和毛泽东的大幅肖像。德钦伦曾公开宣称缅甸工会代表大会遵循“共产党路线”，但谴责白旗共产党、红旗共产党和约瑟普·布罗兹·铁托为“修正主义者”。除德钦伦外，缅甸工农党创始人中的主要领导人是德钦吉貌，他是全缅农民组织的领导人。缅甸工农党成立了新的工会组织，缅甸工会代表大会(BTUC)。
缅甸工农党是一个马克思列宁主义政党。它认为反法西斯人民自由同盟政府是帝国主义的仆人。然而，与白旗共产党和红旗共产党不同，缅甸工农党作为合法政党运作。该党有时被俗称为红色社会主义者。
该党成立时拥有10名议员。1951年大选时增至12人。在1956年立法选举之前，缅甸工农党于1955年发起了民族统一阵线。在选举中民族统一阵线赢得了48个席位。
1957年6月，总理吴努与该党达成协议，成功击败不信任动议。
缅甸工农党第一次代表大会于1957年12月27日至1958年1月2日在仰光举行，会议期间采用“缅甸工人党”名称。代表22个区、近3000名党员的259名代表出席了大会。大会通过了五个主要口号：“（1）一党我们的力量，一党我们的目标！；（2）让我们与资本家及其同类分开；让我们与那些忠于我们和我们事业的人结成联盟！ ；（3）让我们明确我们的政治目标并牢记民主！；（4）通过民主实现国内和平！；（5）亚非联盟促进世界和平！”
大会选举产生了各领导委员会：
- 政治局：德钦吉貌、德钦伦、吴巴宁、博米亚斯韦、德钦巴汉、昂班
- 党团结委员会：德钦拉凯威、盛妙、比（普罗梅）、丹敏、天屯
- 宣传委员会：德钦卢埃、图、德钦埃杰、比莱、昂丹
- 财政委员会：德钦巴汉、德钦礼貌、德钦比[3]

在奈温政权宣布“缅甸式社会主义”之后，缅甸工人党被边缘化。 1962年底，缅甸工人党和人民同志党合并为联合工人党。